# Stenotarsus hispidus
Stenotarsus hispidus is een keversoort uit de familie zwamkevers (Endomychidae). De wetenschappelijke naam van de soort werd in 1799 gepubliceerd door Johann Friedrich Wilhelm Herbst.